# Walter John Breckenridge
Walter John Breckenridge (auch Walter J. Breckenridge, W. J. Breckenridge; * 22. März 1903 in Brooklyn, Iowa; † 22. Mai 2003 in Minneapolis, Minnesota) war ein US-amerikanischer Zoologe, Ornithologe, Kurator und Museumsdirektor.

## Leben

### Familie und Ausbildung
Walter John Breckenridge war der Sohn des Robert James Breckenridge und dessen Ehefrau Bessie, geborene Lang. Er wandte sich nach dem Pflichtschulabschluss dem Studium der Biologie an der University of Iowa zu, wo er 1926 den akademischen Grad des Bachelor of Arts erlangte. In der Folge studierte er Zoologie an der University of Minnesota. 1934 graduierte er als Master of Arts. 1941 promovierte er an der gleichen Universität mit einer Dissertation über Amphibien und Reptilien in Minnesota.

### Tätigkeit
Nach seinem Abschluss als Bachelor arbeitete er an der University of Minnesota Museum of Natural History, dem heutigen Bell Museum of Natural History zuerst als Präparator (1926–1940), Kurator (1940–1946) und bis zu seinem Ruhestand im Jahre 1970 als Museumsdirektor.

### Auszeichnungen
Neben vielen anderen Auszeichnungen wurde 1984 der Breckenridge Chair of Ornithology der Universität Minnesota nach ihm benannt. Der Chair ist für die ornithologische Sammlung des Bellmuseums verantwortlich und ist gleichzeitig Assistenzprofessor an der Universität.

## Veröffentlichungen
Walter John Breckenridge veröffentlichte mehrere Bücher als Autor oder Mitautor sowie als Illustrator:
- Reptiles and Amphibians of Minnesota. The University of Minnesota Press, Minneapolis 1944 (englisch).
- A nature calendar. What to look for in Minnesota's outdoors during each month of the year. (= Conservation bulletin. Nr. 6). Minnesota Dept. of Conservation,, St. Paul 1944 (englisch).
- Minnesota's birds of prey (= Conservation bulletin. Nr. 10). Minnesota Dept. of Conservation,, St. Paul 1946 (englisch).
- Minnesota's birds of the waterways (= Conservation bulletin. Nr. 11). Minnesota Dept. of Conservation,, St. Paul 1947 (englisch).
- Birds of the Canadian border lakes. President’s Quetico-Superior Committee, Chicago 1949 (englisch).
- mit Olin Sewall Pettingill: A laboratory and field manual of ornithology. Burgess Publishing, Minneapolis 1950, ISBN 978-1-885209-59-7 (englisch).
- mit Thomas Sadler Roberts, Dwain W Warner, Robert W Dickerman: Bird portraits in color : two hundred ninety-five north american species. University of Minnesota Press, Minneapolis 1960, ISBN 978-1-885209-59-7 (englisch).
- mit Charles T Flugum: Birding from a tractor seat. Crowell, New York 1975, ISBN 978-1-885209-59-7 (englisch).
- mit Barbara Breckenridge Franklin, John J Moriarty: My life in natural history. Bell Museum of Natural History, University of Minnesota, Minneapolis 2004, ISBN 978-1-885209-59-7 (englisch).